# Brown Girl in the Ring
"Brown Girl in the Ring" is een traditioneel kinderlied uit West-Indië. Het lied kreeg internationale bekendheid nadat de Duits-Caraïbische groep Boney M. het in 1978 uitbracht als dubbele A-kant met de nummer 1-hit "Rivers of Babylon". Het verscheen ook op hun album Nightflight to Venus.

## Achtergrond

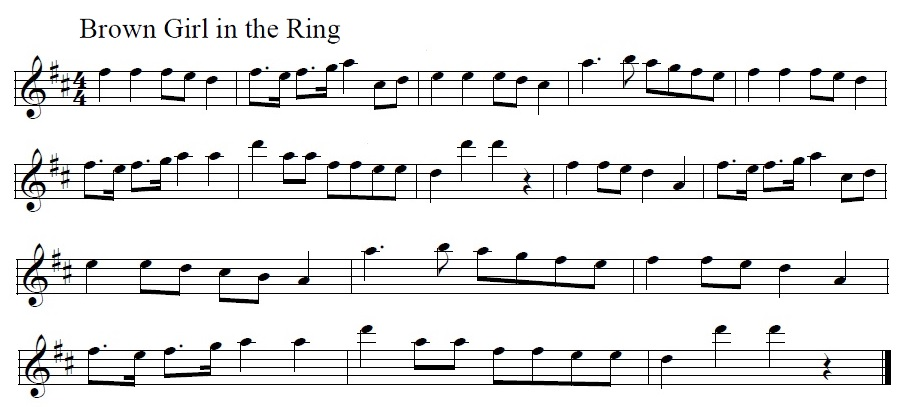
Bladmuziek van "Brown Girl in the Ring"

### Oorsprong
"Brown Girl in the Ring" is het themalied van het (waarschijnlijk Jamaicaanse) kinderspel met dezelfde naam. In het lied wordt beschreven hoe het spel werkt: een meisje doet een dans in het midden van een kring kinderen, die allemaal elkaars hand vasthouden.

### Vroege versies
De oudste bekende opgenomen versie van "Brown Girl in the Ring" is afkomstig van Lord Invader, een calypsomuzikant uit Trinidad en Tobago. Hij nam het rond 1946 op in New York. In de jaren '50 nam hij het nogmaals op. In 1957 verscheen een versie van de Jamaicaanse Louise Bennett op een kinderalbum.
In 1973 nam de Bahamese muzikant Exuma het nummer op onder de titel "Brown Girl". In Nederland werd dit een klein hitje met een zestiende plaats in de Tipparade. In 1975 verscheen een versie van de groep Malcolm's Locks als de B-kant van de single "Caribbean Rock". Het latere Boney M.-lid Liz Mitchell maakte deel uit van deze groep.

### Versie van Boney M.
In 1978 werd de bekendste versie van "Brown Girl in the Ring" uitgebracht door Boney M. Oorspronkelijk verscheen het lied als de B-kant van de nummer 1-hit "Rivers of Babylon" uit 1978. Toen deze single na tien weken, waarvan vijf op de eerste plaats, langzaam in de Britse hitlijsten zakte, werd deze door radiostations omgedraaid. De airplay die hierop volgde, zorgde ervoor dat de single terugkeerde in de top 10, met een tweede plaats als hoogtepunt.
"Brown Girl in the Ring" werd in andere landen uitgebracht als dubbele A-kant met "Rivers of Babylon" en werd zodoende een nummer 1-hit in de Nederlandse Top 40, de Nationale Hitparade en een voorloper van de Vlaamse Ultratop 50.
Het arrangement van "Brown Girl in the Ring" in de versie van Boney M. werd geïnspireerd door die van Malcolm's Locks. Arrangeur Peter Herbolzheimer beschuldigde Boney M.-producer Frank Farian ervan dat hij zijn arrangement echter had gestolen van deze opname. De rechtszaak in Duitsland die hierop volgde duurde ruim twintig jaar.
"Brown Girl in the Ring" werd in 1993 door Farian geremixt met een nieuwe zangpartij door Mitchell. Deze versie werd op single uitgebracht en behaalde enkele hitlijsten. Zo kwam het in een voorloper van de Vlaamse Ultratop 50 tot plaats 46, behaalde het in de Britse UK Singles Chart plaats 38 en kwam het in Denemarken in de top 10 terecht, met een zevende plaats als hoogtepunt. In Nederland kwam het niet verder dan de vierde plaats in de Tipparade. Op de single stonden ook een nieuwe mix van "The Calendar Song" en een "rapversie" met vocalen van Marlon B.

### Latere versies en mediagebruik
Na Boney M. werd "Brown Girl in the Ring" ook opgenomen door onder meer The Wiggles en Liquido. De versie van Boney M. is ook te horen in de documentaire Touching the Void uit 2003.

## Hitnoteringen

### Nederlandse Top 40
| Hitnotering: 15-04-1978 t/m 19-08-1978 | Hitnotering: 15-04-1978 t/m 19-08-1978 | Hitnotering: 15-04-1978 t/m 19-08-1978 | Hitnotering: 15-04-1978 t/m 19-08-1978 | Hitnotering: 15-04-1978 t/m 19-08-1978 | Hitnotering: 15-04-1978 t/m 19-08-1978 | Hitnotering: 15-04-1978 t/m 19-08-1978 | Hitnotering: 15-04-1978 t/m 19-08-1978 | Hitnotering: 15-04-1978 t/m 19-08-1978 | Hitnotering: 15-04-1978 t/m 19-08-1978 | Hitnotering: 15-04-1978 t/m 19-08-1978 | Hitnotering: 15-04-1978 t/m 19-08-1978 | Hitnotering: 15-04-1978 t/m 19-08-1978 | Hitnotering: 15-04-1978 t/m 19-08-1978 | Hitnotering: 15-04-1978 t/m 19-08-1978 | Hitnotering: 15-04-1978 t/m 19-08-1978 | Hitnotering: 15-04-1978 t/m 19-08-1978 | Hitnotering: 15-04-1978 t/m 19-08-1978 | Hitnotering: 15-04-1978 t/m 19-08-1978 | Hitnotering: 15-04-1978 t/m 19-08-1978 | Hitnotering: 15-04-1978 t/m 19-08-1978 |
| Week                                   | 1                                      | 2                                      | 3                                      | 4                                      | 5                                      | 6                                      | 7                                      | 8                                      | 9                                      | 10                                     | 11                                     | 12                                     | 13                                     | 14                                     | 15                                     | 16                                     | 17                                     | 18                                     | 19                                     |                                        |
| -------------------------------------- | -------------------------------------- | -------------------------------------- | -------------------------------------- | -------------------------------------- | -------------------------------------- | -------------------------------------- | -------------------------------------- | -------------------------------------- | -------------------------------------- | -------------------------------------- | -------------------------------------- | -------------------------------------- | -------------------------------------- | -------------------------------------- | -------------------------------------- | -------------------------------------- | -------------------------------------- | -------------------------------------- | -------------------------------------- | -------------------------------------- |
| Nummer                                 | 13                                     | 4                                      | 1                                      | 1                                      | 1                                      | 1                                      | 1                                      | 1                                      | 1                                      | 1                                      | 1                                      | 2                                      | 2                                      | 4                                      | 12                                     | 20                                     | 30                                     | 37                                     | 40                                     | uit                                    |

### Nationale Hitparade
| Hitnotering: 15-04-1978 t/m 09-09-1978 | Hitnotering: 15-04-1978 t/m 09-09-1978 | Hitnotering: 15-04-1978 t/m 09-09-1978 | Hitnotering: 15-04-1978 t/m 09-09-1978 | Hitnotering: 15-04-1978 t/m 09-09-1978 | Hitnotering: 15-04-1978 t/m 09-09-1978 | Hitnotering: 15-04-1978 t/m 09-09-1978 | Hitnotering: 15-04-1978 t/m 09-09-1978 | Hitnotering: 15-04-1978 t/m 09-09-1978 | Hitnotering: 15-04-1978 t/m 09-09-1978 | Hitnotering: 15-04-1978 t/m 09-09-1978 | Hitnotering: 15-04-1978 t/m 09-09-1978 | Hitnotering: 15-04-1978 t/m 09-09-1978 | Hitnotering: 15-04-1978 t/m 09-09-1978 | Hitnotering: 15-04-1978 t/m 09-09-1978 | Hitnotering: 15-04-1978 t/m 09-09-1978 | Hitnotering: 15-04-1978 t/m 09-09-1978 | Hitnotering: 15-04-1978 t/m 09-09-1978 | Hitnotering: 15-04-1978 t/m 09-09-1978 | Hitnotering: 15-04-1978 t/m 09-09-1978 | Hitnotering: 15-04-1978 t/m 09-09-1978 | Hitnotering: 15-04-1978 t/m 09-09-1978 | Hitnotering: 15-04-1978 t/m 09-09-1978 | Hitnotering: 15-04-1978 t/m 09-09-1978 |
| Week                                   | 1                                      | 2                                      | 3                                      | 4                                      | 5                                      | 6                                      | 7                                      | 8                                      | 9                                      | 10                                     | 11                                     | 12                                     | 13                                     | 14                                     | 15                                     | 16                                     | 17                                     | 18                                     | 19                                     | 20                                     | 21                                     | 22                                     |                                        |
| -------------------------------------- | -------------------------------------- | -------------------------------------- | -------------------------------------- | -------------------------------------- | -------------------------------------- | -------------------------------------- | -------------------------------------- | -------------------------------------- | -------------------------------------- | -------------------------------------- | -------------------------------------- | -------------------------------------- | -------------------------------------- | -------------------------------------- | -------------------------------------- | -------------------------------------- | -------------------------------------- | -------------------------------------- | -------------------------------------- | -------------------------------------- | -------------------------------------- | -------------------------------------- | -------------------------------------- |
| Nummer                                 | 17                                     | 1                                      | 1                                      | 1                                      | 1                                      | 1                                      | 1                                      | 1                                      | 1                                      | 1                                      | 1                                      | 1                                      | 2                                      | 2                                      | 4                                      | 4                                      | 9                                      | 13                                     | 20                                     | 23                                     | 27                                     | 38                                     | uit                                    |